# Вейс, Айзик Гирш
Айзик Гирш Вейс (1815—1905) — моравско-австрийский историк еврейской богословской литературы и талмудической письменности. Один из крупнейших представителей эпохи еврейских просветителей. Автор пятитомного труда «Dor Dor we-Dorschaw» («Об истории еврейской традиции», 1871—1891).
Большую часть своей жизни провёл в Вене. Свои исследования писал исключительно на еврейском языке, несмотря на то, что ему, как он сам заявлял, «несравненно легче было бы писать на немецком языке, чем на еврейском, на котором ему пришлось создать совершенно новые термины и обороты», чтобы быть в состоянии свободно излагать свои мысли. «Пусть мне поверят, — писал он, — что моя книга „Dor Dor we-Dorschaw“, на составление которой я потратил лучшие годы, я писал исключительно для русских и польских евреев». Пятитомник сыграл большую роль в умственном развитии русско-еврейской молодежи 1880-х годов, содействуя её освобождению из-под влияния религиозных идей и духа национальной обособленности.

## Биография
Родился в Гросс-Межериче (Моравия, на границе Богемии) в 1815 году в зажиточной, родовитой семье. Получил обычное религиозное воспитание. Совсем ещё ребёнком он покинул родительский дом и стал скитаться по Моравии, Богемии и Венгрии, переходя из одного иешибота в другой, где изучал талмудическую письменность y ряда выдающихся раввинов (напр. Хаима Поллака, Исаака Перлеса и др.). Уже в молодости Вейс славился своими обширными талмудическими познаниями.
В 1842 году стал главой иешибота в родном городе, занимая эту должность вплоть до последовавшего в 1845 году правительственного распоряжения ο закрытии всех моравских иешиботов.
Помимо талмудической и раввинской письменности, Вейс изучал новоеврейскую литературу и немецкий язык. Как большинство неофитов «хаскалы», он дебютировал в литературе стихотворениями (напечатаны в «Kochebe Izchak» Штерна), за которыми последовали ряд статей по литургии и несколько биографий выдающихся талмудистов (Рав и др.).
Переехав в 1858 г. в Вену, Вейс первое время состоял корректором в типографии Самарского, затем был приглашен (1864) известным проповедником A. Еллинеком на должность лектора талмудической письменности в основанной последним в Вене семинарии «Beth ha-Midrasch», где продолжал свою плодотворную преподавательскую деятельность до конца жизни.
Большую известность не в одном только научном мире, но и в широких слоях еврейского общества приобрел Вейс, когда появился (в 1871 г.) первый том его капитального пятитомного труда "Dor Dor we-Dorschaw («Zur Geschichte dor jüdischen Tradition»), являющегося одним из наиболее ценных научных вкладов в новоеврейскую литературу.
Умер в Вене в 1905 году.

## Труды
Весь свой досуг Вейс посвящал научным исследованиям в области талмудической письменности и богословской литературы.
В 1862 году он выпустил критическое издание древнего Мидраша «Sifra» с комментарием Авраама из Поскьера (Рабада), снабдив это издание обширным введением и пояснительными примечаниями под названием «Mesorath ha-Talmud». Затем последовали:
- «Mischnah, Tractât Berachoth» (с вариантами из обоих Талмудов, 1864);
- «Middoth Sopherim» (критический комментарий к Мидрашу Mechiltha с обширным введением об историческом развитии галахи и агады в древнюю эпоху, 1865)[6].

В 1865 г. Вейс сделал попытку основать ежемесячный журнал «Beth ha-Midrasch» по вопросам талмудической литературы, но за недостатком средств прекратил его на 4-м выпуске.
Два года позже Вейс выпустил значимый труд ο языке и стиле Мишны — «Mischpath Leschon ha-Mischnah», обративший на себя внимание в научных кругах.

### «Dor Dor we-Dorschaw» (1871—1891)
Его капитальный пятитомный труд «Dor Dor we-Dorschaw» (нем. подзаголовок — «Geschichte der Jüdischen Tradition» — «История еврейской традиции»), дающий стройную историю развития еврейского вероучения, начиная с древнейших времён до XVI века, — одно из наиболее выдающихся произведений новоеврейской литературы. В нём он подвёрг еврейскую традицию научному анализу и беспощадной критике. Вскрывая историческое происхождение религиозных обрядов и обычаев, Вейс тем самым лишал их всякого ореола мистической святости. Первый том вышел в 1871 году, 2-й том в 1876; 3-й в 1883; 4-й в 1887; 5-й — в 1891 году. В ясной и вместе с тем строго научной форме Вейс дал вполне объективную картину последовательной и беспрерывной эволюции еврейского вероучения, начиная с древнейших времён до эпохи «Шулхан-Аруха» (XVI век).

### Другие
В 1881 году Вейс совместно с М. Фридманом вторично сделал попытку основать ежемесячник по вопросам талмудической письменности — «Beth Talmud» (просуществовавший 5 лет), в котором поместил ряд исследований по Талмуду (Techunath ha-Talmud, «Rabanan de’Agadatah», «Midrasch Tanchumah» и др.) и три крупных монографии о Маймониде, Раши и раввине Якове Таме, которые вышли отдельным изданием под заглавием «Toledoth Gedole Israel».
В то же время Вейс в ежегоднике «Haassif» поместил монографии ο знаменитых гаонах Саадии и Гае; более полную характеристику как личности, так и научной деятельности последнего Вейс дал в обширном введении к изданному им (в изд. Ахиасаф, 1893) дидактическому стихотворению Гаи «Mussar haskel». Затем Вейс посвятил по монографии известным учёным и общественным деятелям Михаилу Заксу (Achiassaf, III) и раввину Моисею Соферу (Mimisrach u-Mimaaraw, III).
В 1895 г. Вейс издал обширную автобиографию «Zichronotai» («Мои воспоминания»; с детства до 80-летнего возраста), которая заключает весьма мало биографических указаний, но зато изобилует ценными данными как по культурно-бытовой жизни евреев Венгрии и Моравии первой трети XIX века, так и по характеристике учёных той эпохи, оказавших значительное влияние на умственное развитие и научную деятельность Вейса: например, Н. Крохмаля, С. Рапопорта, C. Луццатто, Л. Цунца и И. Б. Левинзона.
Отдельными изданиями вышли:
- «Orach le Zadik» (Катехизис по еврейскому ритуалу);
- «Nezach Israel» («О вере в пришествие Мессии», 1864). В том же году появилось возражение на эту книгу «Nascheku Bar» H. Шидгофа (Азриель Поляк).

В 1891 г. Вейс переиздал книгу средневекового учёного И. Канпантона «Darke ha-Gemarah» («Методология Талмуда»), снабдив её введением.

## Критика
Эволюционно-исторический метод, примененный Вейсом в его обширном труде, впервые научил еврейских читателей различать, не теряя исторической перспективы, между должным по современным понятиям и исторически необходимым.
Научно-критический анализ еврейских традиций, произведённый Вейсом, навлёк на него гнев ортодоксов; он подвёргся резким нападкам в двухтомном сочинении Исаака Галеви «Doroth ha-Rischonim», в статье Л. Заркеса (Eleazar Zarkes; в Kenesseth ha-Gedolah, IV), a также в памфлетах С. Эйдельмана «Мааmar Dorsche Reschumoth» и С. Вейсмана (Simḥah Weissmann) «Teschuboth u Maanoth Nimrazoth».